# Žiga Fifolt
Žiga Fifolt (Novo mesto, 9 oktober 1993) is een Sloveens basketballer.

## Carrière
Fifolt speelde in de jeugd van KK Krka voordat hij in 2012 zijn debuut maakte voor KK Grosuplje. In begin 2013 tekende hij een contract bij het Estse Rapla KK waarna hij er speelde tot december 2014. In december maakte hij de overstap naar het Sloveense Helios Suns maar verliet hen in februari alweer voor KK Elektra Šoštanj waar hij de rest van het seizoen speelde.
Voor het seizoen 2015/16 tekende hij een contract bij KK Portorož waar hij speelde tot in oktober 2015. Hij maakte daarna de overstap naar KD Slovan waar hij speelde tot in april 2016, de rest van het seizoen 2015/16 speelde hij uit bij het Italiaanse Vanoli Basket Cremona. Hij speelde het seizoen erop voor het Sloveense KK Šentjur. Van 2017 tot 2020 speelde hij drie seizoenen lang voor KK Krka waar hij eerder ook in de jeugd speelde.
In het seizoen 2020 speelde hij voor Leuven Bears in de Belgische competitie maar eindigde het seizoen terug in Slovenië bij KK Šenčur. Hij tekende het seizoen erop bij de Oostenrijkse eersteklasser Vienna Timberwolves. In 2022 tekende hij opnieuw in de Belgische competitie ditmaal bij Liège Basket. Hij keerde na een seizoen terug naar het Oostenrijkse Vienna Timberwolves. Hij verliet de club in februari 2024 en tekende daarna bij KD Hopsi Polzela in de Sloveense competitie.